# Avenula
Avenula là một chi thực vật có hoa trong họ Hòa thảo (Poaceae).

## Loài
Chi Avenula gồm các loài: